# Isochromodes chaon
Isochromodes chaon är en fjärilsart som beskrevs av Druce. Isochromodes chaon ingår i släktet Isochromodes och familjen mätare. Inga underarter finns listade i Catalogue of Life.